# Championnat de Tunisie de football 1976-1977
Navigation
Saison précédente Saison suivante
La saison 1976-1977 du championnat de Tunisie de football est la 22e édition de la première division tunisienne à poule unique, la Ligue Professionnelle 1. Les quatorze meilleurs clubs tunisiens jouent les uns contre les autres à deux reprises durant la saison, à domicile et à l'extérieur. En fin de saison, les deux derniers du classement sont relégués et les deux meilleurs clubs de Ligue Professionnelle 2 sont quant à eux promus en Ligue Professionnelle 1.
Deux ans après sa remontée en première division, la Jeunesse sportive kairouanaise remporte le premier titre de champion de Tunisie de son histoire en terminant en tête du championnat, devançant le Club africain de deux points et le Club sportif sfaxien de trois points. Le double tenant du titre, l'Espérance sportive de Tunis, ne termine qu'à la septième place, à sept points du nouveau champion.

## Clubs participants
- Sfax railway sport
- Association Mégrine Sport - Promu de LP2
- Club africain
- Espérance sportive de Tunis
- Étoile sportive du Sahel
- Club athlétique bizertin
- Club sportif de Hammam Lif
- Olympique du Kef
- Stade tunisien
- Club sportif sfaxien
- Union sportive monastirienne - Promu de LP2
- Avenir sportif de La Marsa
- Club olympique des transports
- Jeunesse sportive kairouanaise

## Compétition

### Classement
Le barème de points servant à établir le classement se décompose ainsi :
- Victoire : 3 points
- Match nul : 2 points
- Défaite : 1 point

| Rang | Équipe                           | Pts | J  | G  | N  | P  | Bp | Bc | Diff |
| ---- | -------------------------------- | --- | -- | -- | -- | -- | -- | -- | ---- |
| 1    | Jeunesse sportive kairouanaise   | 61  | 26 | 14 | 7  | 5  | 40 | 27 | +13  |
| 2    | Club africain                    | 59  | 26 | 13 | 7  | 6  | 41 | 20 | +21  |
| 3    | Club sportif sfaxien             | 58  | 26 | 12 | 8  | 6  | 42 | 33 | +9   |
| 4    | Stade tunisien                   | 56  | 26 | 10 | 10 | 6  | 36 | 29 | +7   |
| 5    | Étoile sportive du Sahel         | 56  | 26 | 11 | 8  | 7  | 38 | 32 | +6   |
| 6    | Sfax railway sport               | 55  | 26 | 9  | 11 | 6  | 35 | 30 | +5   |
| 7    | Espérance sportive de Tunis (T)  | 54  | 26 | 9  | 10 | 7  | 46 | 34 | +12  |
| 8    | Avenir sportif de La Marsa (C)   | 52  | 26 | 10 | 6  | 10 | 41 | 39 | +2   |
| 9    | Club sportif de Hammam Lif       | 52  | 26 | 7  | 12 | 7  | 30 | 33 | -3   |
| 10   | Club athlétique bizertin         | 50  | 26 | 8  | 8  | 10 | 23 | 23 | 0    |
| 11   | Club olympique des transports    | 47  | 26 | 6  | 9  | 11 | 27 | 29 | -2   |
| 12   | Union sportive monastirienne (P) | 46  | 26 | 3  | 14 | 9  | 18 | 31 | -13  |
| 13   | Olympique du Kef                 | 44  | 26 | 5  | 8  | 13 | 20 | 40 | -20  |
| 14   | Association Mégrine Sport (P)    | 38  | 26 | 3  | 6  | 17 | 19 | 56 | -37  |

|  | Champion de Tunisie 1976-1977                                                                |
|  | Relégation directe en deuxième division                                                      |
|  | (T) Tenant du titre (C) Vainqueur de la Coupe de Tunisie (P) Club promu de deuxième division |

### Meilleurs buteurs
- 18 buts : Moncef Ouada (JSK)
- 16 buts : Othman Mellouli (CAB)
- 15 buts : Ezzedine Chakroun (SRS)
- 14 buts : Raouf Ben Aziza (ESS) et Hassen Bayou (CA)
- 13 buts : Mohamed Ali Akid (CSS)
- 12 buts : Hédi Bayari (CA) et Néjib Limam (ST)
- 11 buts : Abdelmajid Gobantini (EST) et Mounir Sehili (CSHL)

### Meilleurs joueurs
Le concours du meilleur footballeur de la saison, doté du prix "L'Action-Adidas" et qui consacre le meilleur joueur ainsi que les dix footballeurs suivants, donne le résultat suivant :
- Mohsen Labidi « Jendoubi » (ST) : 47 étoiles
- Ali Kaabi (COT) : 45 étoiles
- Sadok Sassi (CA) : 39 étoiles
- Khemaïs Laabidi (JSK), Mokhtar Dhouib (CSS), Temime Lahzami (EST) et Fethi Jami (ST) : 35 étoiles
- Ridha El Louze (SRS), Mohamed Ali Akid (CSS), Kamel Chebli (CA) : 33 étoiles
- Bouraoui Jemmali (USMo) : 32 étoiles

## Bilan de la saison
| Championnat de Tunisie de football 1976-1977 |                                            |
| Champion                                     | Jeunesse sportive kairouanaise (1er titre) |
| Coupes et trophées                           |                                            |
| Vainqueur de la Coupe de Tunisie 1976-1977   | Avenir sportif de La Marsa                 |
| Promotions et relégations                    |                                            |
| Promus en Ligue Professionnelle 1            | Stade africain de Menzel Bourguiba         |
| Promus en Ligue Professionnelle 1            | Stade sportif sfaxien                      |
| Relégués en Ligue Professionnelle 2          | Olympique du Kef                           |
| Relégués en Ligue Professionnelle 2          | Association Mégrine Sport                  |

## Club champion
- Président : Hamda Laouani
- Entraîneur :  Dragan Vasiljevic
- Effectif utilisé (19 joueurs) :
  - Gardiens de but : Mohamed Beji (26 m)
  - Défenseurs : Youssef Seriati (25 m), Ali Sebouai (25 m), Khemaïs Trabelsi (25 m), Fethi Rimani (24 m), Hédi Belhadj (8 m), Abdellatif Mtir (6 m)
  - Milieux de terrains : Othman Chehaibi (24 m), Khemaïs Laabidi (23), Abdesselam Boucharbia (19), Ameur Belkahla (15 m), Mohamed Salah Gaddah (10 m), Sayed Sebouai (5 m), Moncef Cheniti (2 m)
  - Attaquants : Mohamed Salem Guedhami (25 m), Moncef Ouada (24 m), Kacem Jabbes (20 m), Abderrazak Ghariani (13 m), Sayed Ben Hassine (1 m)
- Buteurs :
  - Moncef Ouada : 18 buts
  - Khemaïs Laabidi et Mohamed Salem Guedhami : 6 buts
  - Kacem Jabbes : 5 buts
  - Othman Chehaibi : 2 buts
  - Youssef Seriati, Ali Sebouai et Abdesselam Boucharbia : 1 but